# Lliga cèltica de rugbi 2010-2011
La Lliga cèltica de rugbi 2010-2011 és la temporada 2010-2011 de la Lliga cèltica de rugbi on el vigent campió són els Ospreys Rugby que defensen el títol aconseguit l'any passat, s'inicià el 3 de setembre del 2010. Aquesta temporada el Munster Rugby va guanyar contra Leinster Rugby, campió d'Europa la setmana passada.

## Equips de la temporada 2010-2011
| Equip                  | Estadi                                  | Capacitat     | Ciutat/Àrea                         |
| ---------------------- | --------------------------------------- | ------------- | ----------------------------------- |
| Connacht Rugby         | Galway Sportsground                     | 11.700        | Galway, Connacht                    |
| Leinster Rugby         | RDS Arena                               | 18.500        | Dublín, Leinster                    |
| Munster Rugby          | Thomond Park Musgrave Park              | 26.000 8.300  | Cork i Limerick, Munster            |
| Ulster Rugby           | Ravenhill Stadium                       | 12.125        | Belfast, Ulster                     |
| Cardiff Blues          | Cardiff City Stadium Millennium Stadium | 26.828 74.500 | Cardiff, Sud                        |
| Newport Gwent Dragons  | Rodney Parade                           | 11.700        | Newport, Gwent                      |
| Ospreys Rugby          | Liberty Stadiums                        | 20.000        | Swansea, Glamorgan                  |
| Scarlets               | Park y Scarlets                         | 14.870        | Llanelli, Sir Gaerfyrddin           |
| Edinburgh Rugby        | Murrayfield Stadium                     | 68.500        | Edimburg, Escòcia                   |
| Glasgow Warriors       | Firhill Stadium                         | 10.887        | Glasgow, Escòcia                    |
| Aironi Rugby           | Stadio Luigi Zaffanella Stadio Giglio   | 11.700 29.546 | Llombardia i Emilia Romagna, Itàlia |
| Benetton Rugby Treviso | Stadio Comunale di Monigo               | 6.700         | Treviso, Itàlia                     |

## Resultats
| Clubs                  | AR      | BRT     | CB      | CR      | ER      | GW      | S       | LR      | MR      | NGD     | OR      | UR      |
| ---------------------- | ------- | ------- | ------- | ------- | ------- | ------- | ------- | ------- | ------- | ------- | ------- | ------- |
| Aironi Rugby           |         | 15 - 16 | 3 - 20  | 25 - 13 | 9 - 10  | 16 - 17 | 17 - 34 | 8 - 20  | 10 - 20 | 3 - 18  | 10 - 12 | 15 - 22 |
| Benetton Rugby Treviso | 15 - 10 |         | 7 - 19  | 24 - 17 | 31 - 6  | 19 - 16 | 34 - 28 | 29 - 13 | 19 - 18 | 20 - 13 | 18 - 34 | 9 - 19  |
| Cardiff Blues          | 24 - 13 | 29 - 9  |         | 22 - 6  | 34 - 23 | 38 - 6  | 10 - 16 | 11 - 3  | 15 - 16 | 43 - 21 | 27 - 25 | 15 - 37 |
| Connacht Rugby         | 11 - 6  | 31 - 25 | 12 - 26 |         | 27 - 23 | 37 - 8  | 17 - 13 | 6 - 18  | 12 - 16 | 40 - 17 | 15 - 16 | 15 - 15 |
| Edinburgh Rugby        | 32 - 15 | 21 - 9  | 11 - 16 | 24 - 19 |         | 28 - 17 | 16 - 21 | 32 - 24 | 13 - 16 | 27 - 15 | 23 - 16 | 21 - 16 |
| Glasgow Warriors       | 33 - 8  | 25 - 17 | 15 - 26 | 17 - 19 | 30 - 18 |         | 29 - 37 | 22 - 19 | 29 - 43 | 16 - 16 | 31 - 23 | 19 - 22 |
| Scarlets               | 49 - 10 | 22 - 16 | 38 - 23 | 35 - 33 | 11 - 3  | 18 - 14 |         | 17 - 17 | 6 - 13  | 21 - 15 | 18 - 21 | 16 - 18 |
| Leinster Rugby         | 21 - 16 | 30 - 5  | 34 - 23 | 30 - 8  | 19 - 18 | 38 - 3  | 26 - 15 |         | 13 - 9  | 27- 6   | 15 - 10 | 34 - 26 |
| Munster Rugby          | 33 - 17 | 39 - 13 | 16 - 9  | 22 - 6  | 23 - 13 | 22 - 20 | 27 - 26 | 24 - 23 |         | 38 - 17 | 22 - 10 | 35 - 10 |
| Newport Gwent Dragons  | 36 - 5  | 33 - 10 | 28 - 15 | 17 - 16 | 30 - 22 | 23 - 11 | 14 - 27 | 16 - 26 | 20 - 6  |         | 32 - 28 | 13 - 20 |
| Ospreys Rugby          | 38 - 6  | 32 - 16 | 21 - 21 | 33 - 18 | 33 - 16 | 37 - 6  | 60 - 17 | 19 - 15 | 20 - 22 | 16 - 21 |         | 23 - 22 |
| Ulster Rugby           | 23 - 10 | 32 - 13 | 32 - 13 | 27 - 16 | 29 - 21 | 19 - 17 | 20 - 18 | 13 - 30 | 6 - 16  | 25 - 23 | 27 - 16 |         |

## Classificació
| Classificació general de la Lliga cèltica | Classificació general de la Lliga cèltica | Classificació general de la Lliga cèltica | Classificació general de la Lliga cèltica | Classificació general de la Lliga cèltica | Classificació general de la Lliga cèltica | Classificació general de la Lliga cèltica | Classificació general de la Lliga cèltica | Classificació general de la Lliga cèltica | Classificació general de la Lliga cèltica | Classificació general de la Lliga cèltica |
| Class.                                    | Clubs                                     | Pts                                       | J                                         | G                                         | E                                         | P                                         | B                                         | pf                                        | pc                                        | +-                                        |
| ----------------------------------------- | ----------------------------------------- | ----------------------------------------- | ----------------------------------------- | ----------------------------------------- | ----------------------------------------- | ----------------------------------------- | ----------------------------------------- | ----------------------------------------- | ----------------------------------------- | ----------------------------------------- |
| 1.                                        | Munster Rugby                             | 83                                        | 22                                        | 19                                        | 0                                         | 3                                         | 7                                         | 496                                       | 327                                       | 169                                       |
| 2.                                        | Leinster Rugby                            | 70                                        | 22                                        | 15                                        | 1                                         | 6                                         | 8                                         | 495                                       | 336                                       | 159                                       |
| 3.                                        | Ulster Rugby                              | 67                                        | 22                                        | 15                                        | 1                                         | 6                                         | 5                                         | 480                                       | 418                                       | 62                                        |
| 4.                                        | Ospreys Rugby                             | 63                                        | 22                                        | 12                                        | 1                                         | 9                                         | 13                                        | 553                                       | 418                                       | 135                                       |
| 5.                                        | Scarlets                                  | 62                                        | 22                                        | 12                                        | 1                                         | 9                                         | 12                                        | 503                                       | 453                                       | 50                                        |
| 6.                                        | Cardiff Blues                             | 60                                        | 22                                        | 13                                        | 1                                         | 8                                         | 6                                         | 479                                       | 392                                       | 87                                        |
| 7.                                        | Newport Gwent Dragons                     | 49                                        | 22                                        | 10                                        | 1                                         | 11                                        | 7                                         | 444                                       | 462                                       | -18                                       |
| 8.                                        | Edinburgh Rugby                           | 43                                        | 22                                        | 9                                         | 0                                         | 13                                        | 7                                         | 421                                       | 460                                       | -39                                       |
| 9.                                        | Connacht Rugby                            | 39                                        | 22                                        | 7                                         | 1                                         | 14                                        | 9                                         | 394                                       | 459                                       | -65                                       |
| 10.                                       | Benetton Rugby Treviso                    | 38                                        | 22                                        | 9                                         | 0                                         | 13                                        | 2                                         | 374                                       | 502                                       | -128                                      |
| 11.                                       | Glasgow Warriors                          | 33                                        | 22                                        | 6                                         | 1                                         | 15                                        | 7                                         | 401                                       | 543                                       | -142                                      |
| 12.                                       | Aironi Rugby                              | 12                                        | 22                                        | 1                                         | 0                                         | 21                                        | 8                                         | 247                                       | 517                                       | -270                                      |

| Semifinals     | Semifinals | Semifinals    |
| -------------- | ---------- | ------------- |
| Leinster Rugby | 18 – 3     | Ulster Rugby  |
| Munster Rugby  | 18 – 11    | Ospreys Rugby |

| Final         | Final  | Final          |
| ------------- | ------ | -------------- |
| Munster Rugby | 19 – 9 | Leinster Rugby |

| Campió        |
| ------------- |
| Munster Rugby |